# ألفريدو يانجواس
ألفريدو يانجواس (مواليد 1930) هو مبارز بالسيف كولومبي، مثّل بلاده في الألعاب الأولمبية الصيفية 1956.

## روابط خارجية
ألفريدو يانجواس على موقع أوليمبيديا (الإنجليزية)